# 大蔵一之
大蔵 一之（おおくら かずゆき）は、日本の銀行家。栃木県出身。株式会社しんきん信託銀行元代表取締役社長。

## 人物・経歴
栃木県出身。1977年、上智大学経済学部卒業。大学卒業後、全国信用金庫連合会（現・信金中央金庫）に入会。大阪や福岡、香港などの支店に赴任。2000年、神戸支店長に就任。2010年、常務理事に就任。2013年、株式会社しんきん信託銀行代表取締役社長に就任。